# Чернев
Чернев (пол. Czerniew) — село в Польщі, у гміні Кернозя Ловицького повіту Лодзинського воєводства.
Населення — 122 особи (2011).
У 1975-1998 роках село належало до Плоцького воєводства.

## Демографія
Демографічна структура станом на 31 березня 2011 року:
|          | Загалом | Допрацездатний вік | Працездатний вік | Постпрацездатний вік |
| -------- | ------- | ------------------ | ---------------- | -------------------- |
| Чоловіки | 58      | 12                 | 43               | 3                    |
| Жінки    | 64      | 13                 | 35               | 16                   |
| Разом    | 122     | 25                 | 78               | 19                   |